# Подзолков, Пётр Георгиевич
Пётр Георгиевич Подзолков (23 марта 1908, Белгород, Курская губерния, Российская империя — 7 декабря 1984) — советский учёный-медик, патологоанатом, организатор науки и высшего образования. Ректор Красноярского государственного медицинского института (1945—1979). Кандидат медицинских наук, профессор. Почётный гражданин города Красноярска (1978). 

## Биография
Родился 23 марта 1908 года в Белгороде в рабочей семье. Отец был железнодорожным рабочим, мать — домохозяйкой. Помимо Петра в семье воспитывалось 13 детей. 
С детства Пётр увлекался медициной и уже с 14 лет начал работать в белгородской аптеке. Вскоре после окончания средней школы перебрался в Воронеж. Военную службу проходил в одной из санитарных частей Московской области.  
В 1938 году Подзолков окончил лечебный факультет Воронежского медицинского института, после чего продолжил обучение в качестве аспиранта кафедры патологической анатомии.
В 1939 году по рекомендации Воронежского обкома ВКП(б) был назначен директором Воронежского стоматологического института. В 1942 году вместе со всем институтом Подзолков был эвакуирован в Красноярск. В октябре 1942 года руководимый им институт послужил базой для создания Красноярского медицинского института. Сам Подзолков был назначен заместителем директора по административно-хозяйственной работе. На этом посту занимался формированием материально-технической базы института. 
В 1945—1979 годах — директор (ректор) Красноярского государственного медицинского института (КрасГМИ). Под его руководством вуз превратился в один из крупнейших научных и учебных центров здравоохранения в Сибири. Был построен медицинский городок, учебные корпуса и общежития, ряд других инфраструктурных объектов. На работу в Красноярск были приглашены многие выдающиеся специалисты. Велась активная научно-издательская работа. 
В 1948 году в Воронежском медицинском институте защитил диссертацию на соискание учёной степени кандидата медицинских наук по теме «Морфологические изменения в некоторых паренхиматозных органах при недостаточном белковом питании». В 1949 году был назначен заведующим кафедрой патологической анатомии КрасГМИ, одновременно с этим продолжая оставаться ректором. 
Скончался 7 декабря 1984 года.

## Научная деятельность
Является автором более 40 научных работ, опубликованных в центральных медицинских научных журналах. В сферу научных интересов Подзолкова входило изучение нефрологии, ревматического кардиосклероза, рака желудка, алиментарной белковой дистрофии, влияние рационального питания на процессы акклиматизации и адаптации пришлого человека в северных широтах, автоматизации управления и применения ЭВМ в медицине, организации учебно-педагогического процесса. 
Также является организатором патологоанатомической службы Красноярского края. 

## Общественно-политическая деятельность
Состоял в КПСС. Неоднократно избирался депутатом Красноярского краевого совета депутатов и председателем краевой постоянной комиссии по здравоохранению и социальному обеспечению. Был председателем красноярского краевого общества патологоанатомов и членом правления Всесоюзного научного общества патологоанатомов. 
Коллектив КрасГМИ под руководством Подзолкова регулярно проводил консультации в лечебных учреждениях Красноярского края, участвовал в постоянных комиссиях по здравоохранению. 

## Личная жизнь
Был женат. Сын — Владимир Подзолков (род. 1938), советский и российский врач-кардиохирург, учёный и преподаватель, академик РАМН (2000) и академик РАН (2013), лауреат Государственной премии СССР (1988), заслуженный деятель науки Российской Федерации (1998).

## Награды
- Орден Ленина
- Орден Октябрьской Революции
- Два Ордена Трудового Красного Знамени
- Медаль «За трудовое отличие»
- Медаль «За освоение целинных земель»
- Медаль «За доблестный труд в Великой Отечественной войне»
- Медаль «За трудовую доблесть»
- Значок «Отличнику здравоохранения»
- Почётный знак «За отличные успехи в области высшего образования СССР»
- Заслуженный врач Тувинской АССР
- Почётный гражданин города Красноярска (1978)

## Память
Имя Петра Подзолкова носит одна из улиц Красноярска, а также кафедра патологической анатомии КрасГМУ, многолетним руководителем которой он был. 